# Cime di San Miali
Le cime di Santu Miali (San Michele) si trovano in Sardegna nei pressi del centro abitato di Villacidro.

## Caratteristiche
Sono esattamente 5, tutte al di sopra dei 1000 m. Partendo da NO (la punta più lontana dal centro abitato), e procedendo verso E (la punta più vicina al centro abitato) si ha:
- Cucuru de sa Mundadura, 1047 m, nei cui pressi è presente l'omonima sorgente d'acqua.
- Cucuru de sa Cresia, 1057 m
- Cucuru de Mesu, 1062 m
- Cucuru de Tuvaruttas, 1047 m
- Punta de Niarcui, 1033 m

Queste cime formano un altopiano arrotondato utilizzato dai frati per costruire eremi e la chiesa di San Michele (in sardo "Miali"), da cui prende il nome questo allineamento di cime, anche se oggi ne rimangono soltanto i ruderi nei pressi di Cucuru de sa Cresia.
La vegetazione è scarsa, composta da graminacee di colore giallastro, che danno il tipico colore alle montagne del Linas, da vasti prati ricoperti di timo selvatico (Thymus herba-barona) e con qualche albero completamente piegato dal forte maestrale.